# Tinoco (voleibolista)
Eduardo Muniz Barretto Tinoco (Rio de Janeiro, 3 de novembro de 1967) é um  ex-jogador de voleibol de praia do brasileiro, que foi um dos atletas pioneiros no Circuito Mundial de Vôlei de praia, sendo obteve dois vice-campetos na terceira edição no ano de 1989.

## Carreira
A trajetória esportiva de Tinoco deu-se inicialmente no Salto em altura, começou já na idade adulta a treinar voleibol indoor  com o Bené no Fluminense F.C., depois em 1988 representou a  Associação Brasileira “A Hebraica” do Rio de Janeiro, na posição de central, quando disputou o Campeonato Carioca deste ano.
Em 1989 formou dupla com Edmundo Gonçalves "Edinho" e disputou o 1º Campeonato Brasileiro, denominado de “Brasil Open” sagrando-se vice-campeões na oportunidade.No mesmo ano disputaram a terceira edição do Circuito Mundial de Vôlei de Praia, edição com três etapas, e no Aberto do Rio de Janeiro alcançou o vice-campeonato, já o Aberto de Jesi, Itália, finalizaram na oitava colocação, e no Aberto de Enoshima, Japão,  alcançaram o segundo lugar novamente.
Na temporada de 1990 não participou, retornando ao circuito em 1990 ao lado de Edmundo Gonçalves "Edinho"  e disputaram a o Aberto do Rio de Janeiro, quando finalizaram na sétima colocação .

## Títulos e resultados
- Aberto de Enoshima do Circuito Mundial de Vôlei de Praia:1989[7]
- Aberto do Rio de Janeiro do Circuito Mundial de Vôlei de Praia:1989[4]
- Campeonato Brasileiro de Vôlei de Praia:1989[2]

## Premiações Individuais
[carece de fontes?]